# 1980
1980S هي سنة كبيسة بدأت يوم الثلاثاء من التقويم الميلادي، والعام 980 من الألفية الثانية، والعام الثمانين من القرن العشرين، والعام الأول من عقد الثمانينيات.قالب:السنة في التقاويم الخ...

## أحداث
- يناير - بدء حصار خوست والذي استمر إلى 11 أبريل 1991.
- 1 أبريل - بدء حصار حلب 1980 والذي استمر إلى فبراير 1981.
- حصار السفارة الإيرانية في الفترة ما بين 30 أبريل و5 مايو.
- 6 نوفمبر - بدء حصار عبادان والذي استمر إلى 27 سبتمبر 1981.
- 19 أبريل - المغرب يشارك في يوروفيجن.
- 18 مايو - انتفاضة غوانغجو؛ طلاب في مدينة غوانغجو الكورية يتظاهرون مطالبين بإصلاحات ديمقراطية.
- 12 سبتمبر - انقلاب عسكري في تركيا بقيادة كنعان أفرين.
- 22 سبتمبر - اندلاع الحرب بين العراق وإيران.
- 10 أكتوبر - ضرب زلزالان متتاليان ولاية الشلف، الجزائر بقوة 7.3 و6.3 سلم ريشتر على الترتيب وقد أدى هذا الزلزالان إلى وفاة أكثر من 3000 مواطن وتهديم البنية التحتية للمدينة وأعلنت الحكومة الجزائرية عن الولاية منطقة منكوبة.[1]

## مواليد

### يناير
- 13 يناير - درة زروق، ممثلة تونسية
- 13 يناير - ماريا دي فيوتا، سائقة فورمولا 1 إسبانية.
- 14 يناير - يوكو كايدا، ممثلة ومؤدية أصوات يابانية
- 16 يناير - أميرة محمد علي، سياسية ألمانية من أصول مصرية
- 19 يناير - مي عز الدين، ممثلة مصرية
- 21 يناير - نانا ميزوكي، مؤدية أصوات يابانية.
- 22 يناير - عهد ديب، ممثلة سورية
- 25 يناير - ميشيل مكول مصارعه امريكيه
- 26 يناير - ساناي كوباياشي، مؤدية أصوات يابانية.
- 29 يناير - جورج الراسي، مغني لبناني

### فبراير
- 6 فبراير - ماميكو نوتو، مؤدية أصوات يابانية.
- 14 فبراير - ليال وطفة، ملحنة وموسيقية ومؤدية صوت سورية
- 14 فبراير - هزار الحرك، صحفية وممثلة سورية
- 15 فبراير - أولا رملان، ممثلة إندونيسية.
- 17 فبراير - أيا إندو، مؤدية أصوات يابانية.
- 20 فبراير - يويتشي ناكامُورا، مؤدي أصوات ياباني.
- 28 فبراير - بافل شنوبل، لاعب كرة مضرب تشيكي.

### مارس
- 8 مارس - كازويوكي أوكيتسو، ممثل ومؤدي أصوات ياباني
- 10 مارس - صفاء سلطان، ممثلة أردنية
- 14 مارس - حسن المصري، ممثل وممثل صوت لبناني.
- 16 مارس - حنان الإبراهيمي، ممثلة مغربية
- 19 مارس - ميكوني شيموكاوا، ممثلة ومغنية بوب يابانية
- 29 مارس - حمزة بن الحسين، أمير أردني وولي عهد مملكة الأردن السابق.
- 31 مارس - مآيا ساكاموتو، مؤدية أصوات يابانية.

### أبريل
- 11 أبريل - فارس عباد، قارئ قرآن يمني.
- 12 أبريل - داليا مصطفى، ممثلة مصرية
- 13 أبريل - كولين كلينكينبيرد، مؤدية أصوات أمريكية.
- 20 أبريل - لينا كرم، ممثلة سورية
- 21 أبريل - هيرو شيمونو، ممثل ومؤدي أصوات ياباني
- 21 أبريل - كاتسورا هوشينو، مانجاكا يابانية

### مايو
- 8 مايو - تاكانوري هوشينو، مؤدي أصوات ياباني.
- 29 مايو - ميكاكو تاكاهاشي، ممثلة ومؤدية أصوات يابانية
- 30 مايو - ريوهغو ناريتا، روائي ياباني

### يونيو
- 9 يونيو - كانا أويدا، ممثلة ومؤدية أصوات يابانية
- 27 يونيو - لينا شاماميان، مغنية سورية

### يوليو
- 4 يوليو - ساتومي أراي، ممثلة ومؤدية أصوات يابانية
- 23 يوليو - تاتسويا إيندو، مانجاكا ياباني
- 25 يوليو - ديامس، مغنية راب فرنسية ويونانية قبرصية.
- 28 يوليو - تاتسويا كاتو، ملحن ياباني
- 29 يوليو - سامي يوسف، منشد بريطاني

### أغسطس
- 6 أغسطس - ياسر الدوسري، إمام وشيخ سعودي
- 9 أغسطس - نادين سلامة، ممثلة سورية من أصل فلسطيني
- 19 أغسطس - ليندا بيطار، مطربة سورية

### سبتمبر
- 9 سبتمبر - فاتح سلمان، ممثل سوري من أصل فلسطيني
- 12 سبتمبر - هيرويوكي ساوانو، ملحن ياباني.
- 12 سبتمبر - ياو مينغ، لاعب كرة سلة صيني.
- 24 سبتمبر - إيناس عز الدين، ممثلة مصرية
- 25 سبتمبر - ناندا محمد، ممثلة سورية
- 30 سبتمبر - أريسا أوغاساوارا، ممثلة ومؤدية أصوات يابانية

### أكتوبر
- 8 أكتوبر - شيرين عبد الوهاب، ممثلة ومغنية مصرية
- 11 أكتوبر - توموكازو سوغيتا، مؤدي أصوات ياباني.
- 19 أكتوبر - بسام علي، ممثل سوري
- 20 أكتوبر - أميرة نايف، ممثلة أردنية
- 23 أكتوبر - يزن السيد، ممثل سوري ولاعب كرة قدم سوري سابق

### نوفمبر
- 18 نوفمبر - مينوري تشيهارا، مطربة ومؤدية أصوات يابانية

### ديسمبر
- 5 ديسمبر - شيزوكا إيتو، ممثلة ومؤدية أصوات يابانية.
- 8 ديسمبر - محمد الشلهوب، لاعب كرة قدم يلعب لنادي الهلال.
- 17 ديسمبر - دالي ثاير، لاعب كرة قاعدة من الولايات المتحدة الأمريكية.
- 17 ديسمبر - وليد فواز، ممثل مصري.
- 27 ديسمبر - كينيتشيرو سويهيرو، ملحن ياباني.
- مها الصغير - مذيعة وإعلامية ومصممة أزياء مصرية.

## وفيات

### يناير
- 14 يناير - تاداو ناغاهاما مخرج ومؤلف ياباني.

### أبريل
- 9 أبريل - محمد باقر الصدر، مرجع ديني شيعي عراقي ومفكر وفيلسوف إسلامي ومؤسس حزب الدعوة بالعراق.
- 12 أبريل - موسى كاظم بك - قائد عسكري ووزير وسياسي عراقي.

### يوليو
- 27 يوليو - محمد رضا بهلوي في مصر.

### أغسطس
- 31 أغسطس - محمد الفحام - شيخ الأزهر الأسبق.

نوفمبر
- 5 نوفمبر - كمال خير بك - شاعر ومقاوم سوري.

## الجوائز العالمية

### جائزة نوبل
- في الفيزياء – الأمريكيان جيمس كرونين وفال فيتش.
- في الكيمياء – البريطاني فردريك سانغر والأمريكيان بول برغ وولتر غيلبرت.
- في الطب – الفرنسي جان دوسيه والأمريكيان باروج بيناسيراف وجورج سنيل.
- في الأدب – البولندي تشيسلاف ميلوش.
- في السلام – الإرجنتيني أدولفو بريز إيسكيبل.
- في الإقتصاد – الأمريكي لورنس كلين.

### جائزة الملك فيصل العالمية
- في خدمة الإسلام: مناصفة بين الهندي أبو الحسن الندوي والأندونيسي محمد ناصر.
- في الدراسات الإسلامية: السعودي محمد مصطفى الأعظمي.
- في اللغة العربية والأدب: مناصفة بين الفلسطيني إحسان عباس والمصري عبد القادر القط.